# Фраги — разлучённый со счастьем
«Фраги — разлученный со счастьем» — советский 2-серийный фильм 1984 года режиссёра Ходжакули Нарлиева, снятый на киностудии «Туркменфильм».

## Сюжет
Фильм-биография о Махтумкули- туркменском поэте XVIII века, известном под псевдонимом Фраги. По мотивам романа К. Кулиева «Махтумкули».
Махтумкули, сыну почитаемого поэта Азади, тоже дан талант и всё предвещает юноше удачу и счастье. Он обучается в Хиве, в медресе Шергази. Его любит Менгли — самая красивая девушка родного села. Односельчане поручают ему написать послание могущественному Ахмед-шаху, обещавшему покровительство туркменам, чьи племена устали от разрозненности и своенравия вождей.
Они отправляет к шаху в Кандагар послов. Но люди Гаип-хана нападают на посланников, убивая их, в том числе родного брата поэта Абдуллу. Враги вторгаются в село и похищают и отдают в жены богатому хану Менгли. Из медресе изгоняют за свободомыслие любимого учителя поэта — религиозные фанатики запрещают книги Саади, Фирдоуси, Платона и Аристотеля.
Махтумкули решает бороться за своё счастье и счастье своего народа, не слепо следовать старым обычаям, становится вечным изгнанником.

## В ролях
- Аннасеид Аннамурадов — Махтумкули
- Сона Пенаева — Менгли
- Баба Аннанов — Довлетмамед Азади
- Мая-Гозель Аймедова — Акгыз
- Ходжадурды Нарлиев — Чоудор-хан
- Мулькаман Оразов — Адна-хан
- Ораз Амангельдыев — Абдулла, брат Махтумкули
- Аман Рахманов — Мамедсапа, брат Махтумкули
- Гельды Сейдиев — Бекмурад
- Курбан Аннакурбанов — Ягмур
- Керим Аннанов — Мяти
- Артык Джаллыев — Гарли-сердар
- Нурберды Аллабердыев — Чарияр-сердар
- Имамберды Суханов — Табиб
- Антонина Рустамова — мать Махтумкули
- Ата Довлетов — Медет
- Сабира Атаева — Огулгерек
- Аман Одаев — Тархан
- Оразберды Аррыков — Курбанклыч
- Ата Аловов — шейх
- Ходжаберды Нарлиев — Нури-казим
- Матлюба Алимова — Сурайя
- Чары Мередов — Нурджан
- Дурды Ниязов — выкупленный пленник
- Гурбанназар Атакгаев — старейшина их прикаспийских туркменов
- Сарры Каррыев — отец Сапара
- Айсалтан Бердыева — мать Сапара
- Нуры Нурыев — Махтумкули в детстве

## Фестивали и призы
- 1985 — XVIII Всесоюзный кинофестиваль — Приз и диплом за поэтическое воплощение темы (режиссёру Х. К. Нарлиеву).